# Kamen, škare i papir
Kamen, škare i papir igra je u kojoj se dvoje igrača koriste isključivo rukama. Igrači u isto vrijeme pokazuju predodređene znakove za jedan od triju oblika: kamen, škare ili papir. Kamen pobjeđuje škare, škare pobjeđuju papir, a papir pobjeđuje kamen, što osigurava protočnost igre (odnosno, u svakome krugu postoji strogo određeni poredak igrača po uspješnosti). U slučaju da oba igrača bace isti znak, rezultat kruga je neriješeno. Igru može činiti samo jedan krug (pa je pobjednik kruga pobjednik igre) ili više njih, kada se igra završava određenim brojem pobjeda (najčešće trima).
Ova metoda često se koristi kao metoda biranja slična bacanju novčića ili kocke. Za razliku od tih nasumičnih metoda, u igri se može uz određenu vještinu pobjeđivati češće nego kod potpuno nasumičnih igara, odnosno kod onih igara gdje odlučuje isključivo sreća. Neke od tih vještina su prepoznavanje nesvjesnog ponašanja i iskorištavanje istog (primjerice, igrač učestalo bira određeni oblik) te brzina prepoznavanja facijalnih ekspresija koje igrač podsvjesno pridružuje vlastitu izboru pojedinog oblika.

## Zanimljivosti
Postoji i inačica s ljepilom kao četvrtom mogućnošću izbora.[nedostaje izvor]